# Condado de Giles (Tennessee)

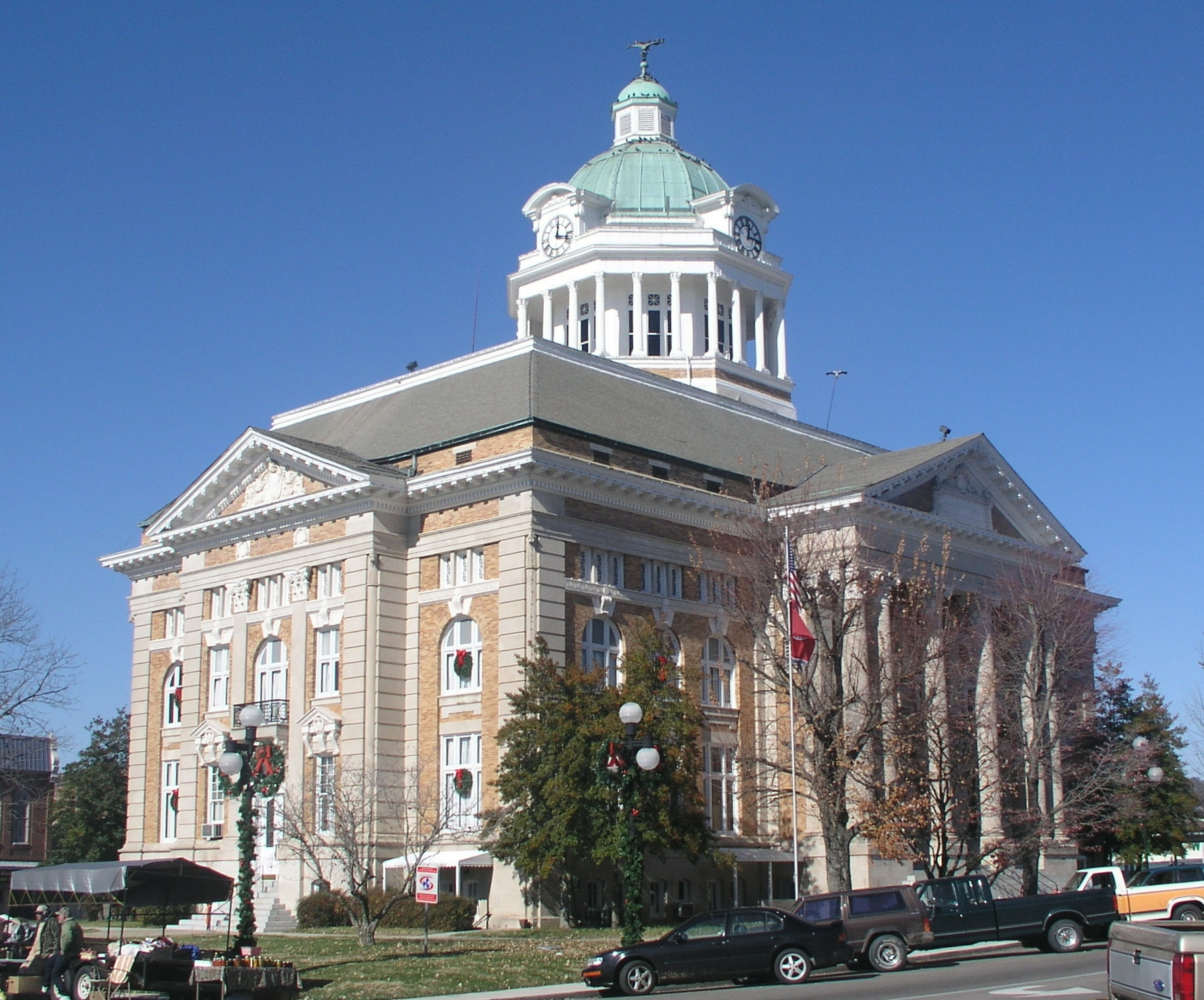
Giles juzgado del condado de Pulaski, Tennessee

El condado de Giles (en inglés: Giles County, Tennessee), es un condado ubicado en el estado estadounidense de Tennessee. En el año 2010 tenía una población de 29.485 habitantes. Su capital es Pulaski.

## Geografía
Según la Oficina del Censo, el condado tiene un área total de 1580 km².

### Condados adyacentes
- Condado de Maury norte
- Condado de Marshall noreste
- Condado de Lincoln este
- Condado de Limestone sur
- Condado de Lawrence oeste

## Demografía
En el 2000 la renta per cápita promedia del condado era de $34,824, y el ingreso promedio para una familia era de $41,714. El ingreso per cápita para el condado era de $17,543. En 2000 los hombres tenían un ingreso per cápita de $31,221 contra $22,221 para las mujeres. Alrededor del 11.70% de la población estaba bajo el umbral de pobreza nacional.